# Einar Lönnberg
Axel Johan Einar Lönnberg est un naturaliste et un environnementaliste suédois, né le 24 décembre 1865 à Stockholm et mort le 21 novembre 1942 dans cette même ville.
Son père, membre du parlement suédois et titulaire d’un doctorat en botanique, encourage sa passion par la faune et la flore. Lönnberg fait ses études à l’université d'Uppsala et obtient son Bachelor of Arts en 1887, son Master of Arts en 1890 et son doctorat en 1891.
De 1891 à 1903, il travaille comme inspecteur pour le service des pêches. Il voyage, en 1892-1893, en Floride. En 1899, il participe à une autre expédition dans la région de la mer Caspienne. Après un bref passage au muséum de Göteborg, il obtient, en 1904, un poste d’enseignant au Muséum royal d’histoire naturelle de Stockholm où il dirige aussi le département consacré aux vertébrés, fonction qu’il conserve jusqu’à sa retraite en 1933. En 1910-1911, il participe à une expédition dans l’est de l’Afrique. C’est lui qui étudie les collections ichtyologiques et herpétologiques rapportées par les expéditions suédoises en Nouvelle-Guinée, Australie, Asie du sud-est, Afrique tropicale et Brésil.
Après avoir réalisé quelques recherches sur les végétaux et les parasites, il se consacre aux vertébrés : mammifères, poissons et surtout reptiles et amphibiens. Certains de ses articles sont cosignés avec son collègue Lars Gabriel Andersson (1868-1951), zoologiste amateur. Militant actif de la protection de l’environnement, Lönnberg participe à l’établissement de législations protectrices pour les oiseaux aquatiques et les rennes. Il fonde en 1904, la revue Fauna och Flora destinée à sensibiliser le public à la conservation de la nature.

## Œuvres
- Observations on certain Flat-fishes. Öfvers. k. Vetensk.-Akad. Förhandl. 1894 : 571-588 (1894)
- Notes on fishes collected in the Cameroons by Mr. Y. Sjöstedt. Öfversigt af Kongl. Vetenskaps-Akademiens Förhandlingar 1895 : 179-195 (1895)
- Linnean type-specimens of birds, reptiles, batrachians and fishes in the Zoological Museum of the R. University in Uppsala. Bihang till K. Svenska Vet.-Akad. Handlingar 22 (4), (1) : 1-45 (1896)
- Beiträge zur Fauna der Bären-Insel. 2. Der Saibling der Bären-Insel. Bihang till K. Svenska Vet.-Akad. Handlingar 26 (4), (4) : 1-8 (1900)
- On a collection of fishes from the Cameroon containing new species. Annals and Magazine of Natural History (7) 12 : 37-46 (1903)
- On some fishes from the lakes of the Cameroon Mountain. Annals and Magazine of Natural History (7) 13 : 135-139 (1904)
- (sv) De svenska ryggradsdjurens vetenskapliga namn. Almqvist & Wiksells boktryckeri, Uppsala & Stockholm, 159 (1908)
- (sv) Professor J.G. Anderssons vetenskapliga arbeten i Kina. En översiktlig redogörelse Ymer 1922 : 129-163 (1922) con G. Andersson, T. G. Halle, C. Wiman
- Some new Silurids from the Congo. Annals and Magazine of Natural History (9) 10 : 122-127 (1922) con H. Rendahl
- On a New Fossil Porcupine from Honan with Some Remarks about the Development of the Hystridae. Stockholm (1924)
- Eine neue Art der Gattung Corydoras Arkiv för Zoologi, 22A (5): 1-6 (1930) avec H. Rendahl
- (sv) Till kännedomen om blågyltans (Labrus ossifagus L.) levnadshistoria. Fauna och Flora 1936 : 145-155 (1936) avec G. Gustafson

## Source
- Kraig Adler (1989). Contributions to the History of Herpetology,  Society for the study of amphibians and reptiles.

- Notices d'autorité :   - VIAF
  - ISNI
  - IdRef
  - LCCN
  - GND
  - CiNii
  - Israël
  - NUKAT
  - Suède
  - Norvège
  - Tchéquie
  - WorldCat